# 萌原ぷりん
萌原 ぷりん（もえはら ぷりん）は、日本の女性声優。主にアダルトゲームに声をあてている。

## 主な出演作品

### ゲーム

#### 2004年
- 遠隔操作〜蜜肉に埋めこまれたリモコンバイブ〜 (藤原葉子)
- 家庭内調教（香山智里）
- 魔将の贄

#### 2006年
- 姉ハメっ! (関真由子)
- 瑞本つかさ先生の【エッチ】を覚える大人の性教育レッスン!! (寺川唯子)
- 萌萌寮辱 (千鳥佐奈)
- 萌萌寮辱 アイドル育成プロジェクト 第3話 (千鳥佐奈)
- いもうとブルマ2（安西 岬）[1]

#### 2007年
- おしえて!唯子先生の【エッチ】を覚える大人の性教育レッスン!! (寺川唯子)
- 堕トセ… 嫌がるあの娘を媚薬で堕トセ! (田所佐和)
- 姦染2 〜淫罪都市〜 (長崎千尋)
- スチュワーデス桃語 (織田千明)
- 乳院しましょ! 〜桃色看護で心パイご無用〜 (片桐マリア)
- 僕らのいきなり同棲計画! (原郁美)
- 炎の孕ませ同級生 (寺川唯子、忍野かすみ[2]、楠こずえ)

#### 2008年
- 黄昏に煌く銀の繰眼 (ニア)
- どっぷり中出し学園戦争 (伊勢崎なのみ、	柊涼子)
- ビーチクビーチ 〜南国乳辱撮影会〜 (黒羽楓)

#### 2010年
- 炎の孕ませおっぱい身体測定（萌木野 花梨）
- 魍魎の贄（若月 すずな）

#### 2012年
- 病院ソドム（麻野 マユ）[3]